# Hoofbosch

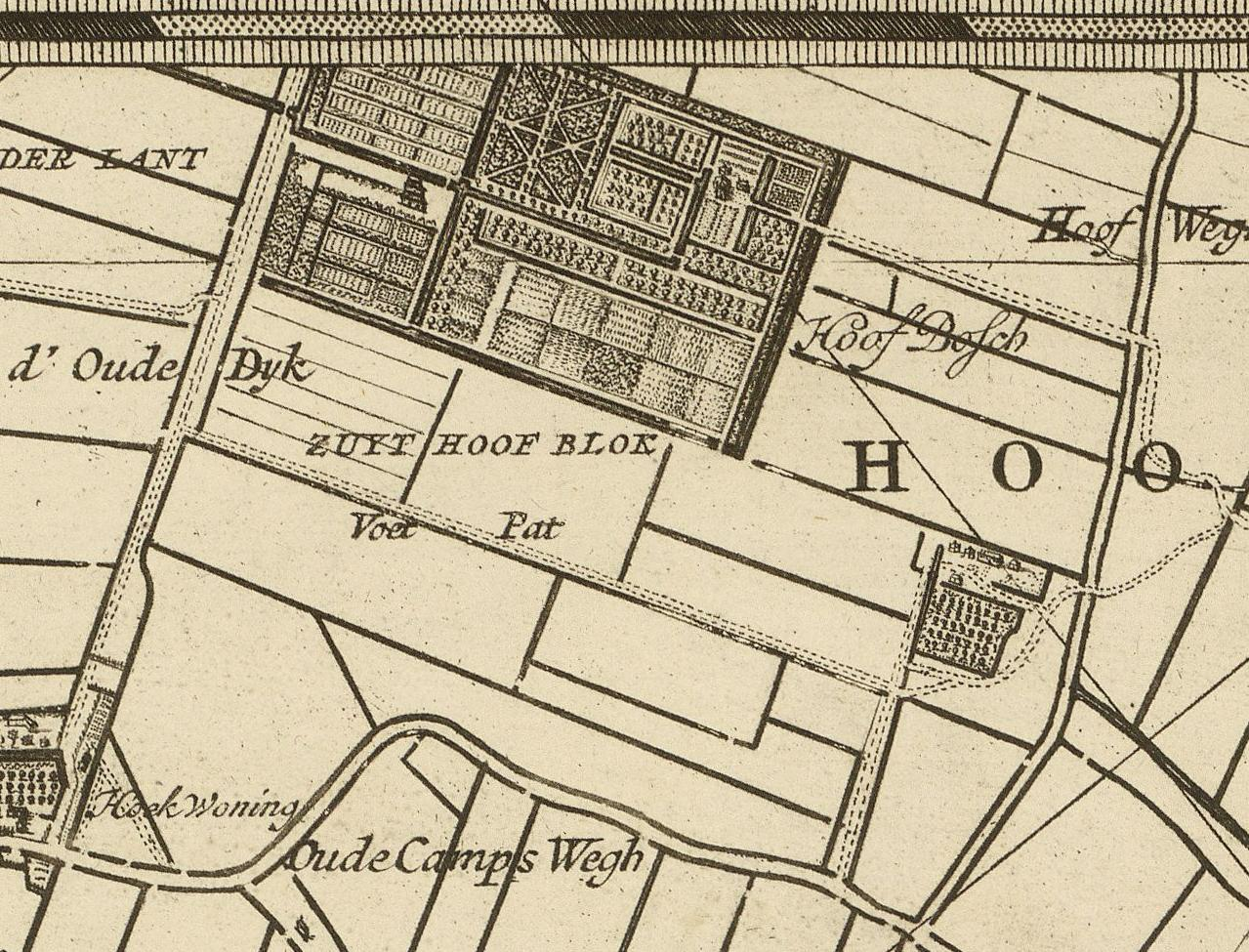
De buitenplaats Hoofbosch op een kaart uit 1712 dat de enig bekende afbeelding van de buitenplaats is. Door Cruquius.

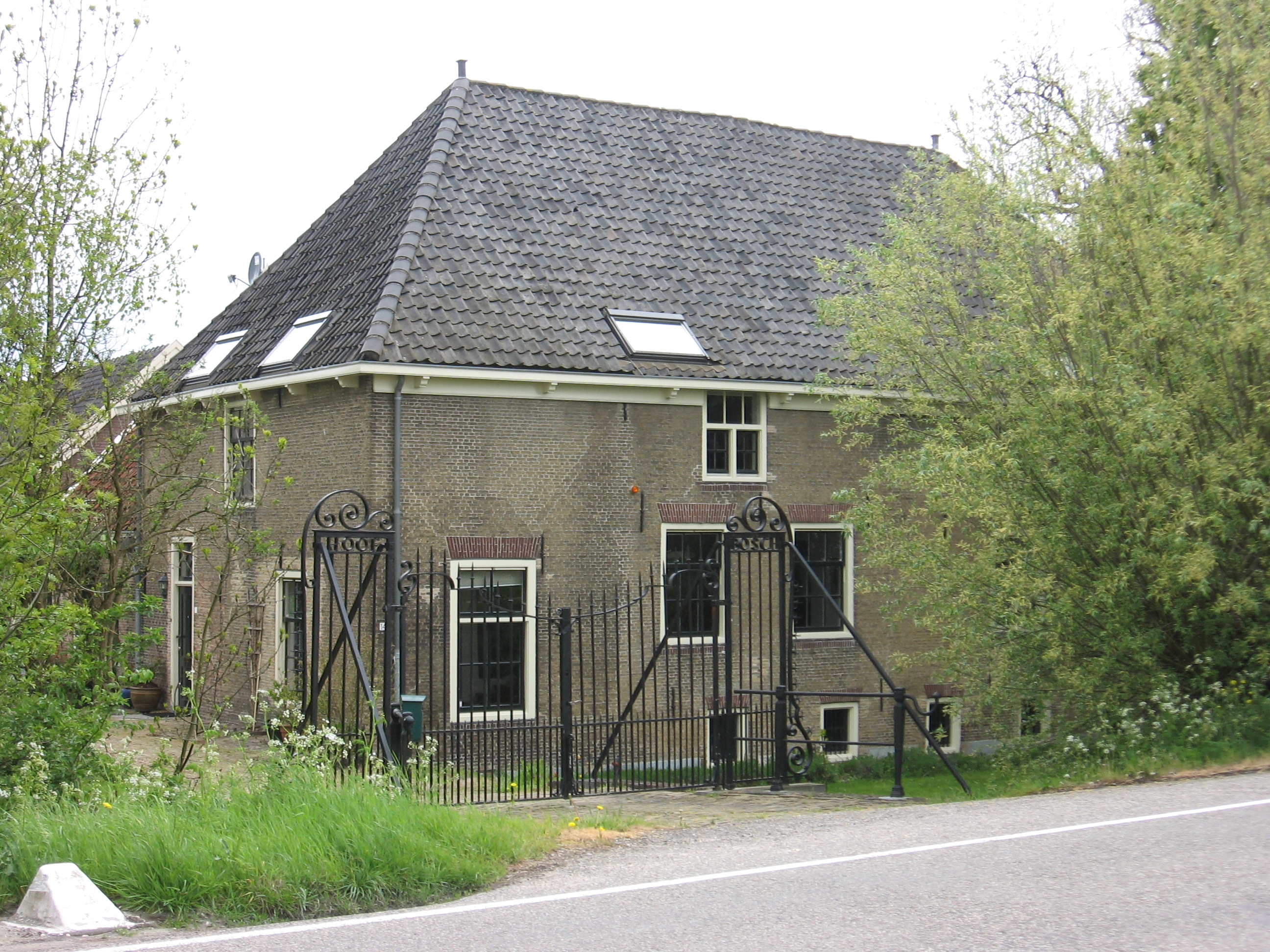
Mogelijk is het toegangshek van Hoofbosch, met de woorden HOOF BOSCH bewaard gebleven en is het verplaatst naar een boerderij in Delft.

De Hoofbosch was een ontginningsboerderij waar begin achttiende eeuw een buitenplaats verrees ten zuiden van de plaats De Lier in de Nederlandse provincie Zuid-Holland. De buitenplaats is eind achttiende eeuw inmiddels gesloopt. De boerderij die vervolgens op die plek heeft gestaan is in 1988 gesloopt. Alleen de oprijlaan en het slotenpatroon herinneren nog aan de toenmalige buitenplaats.

## Geschiedenis
In de twaalfde eeuw lag de plaats waar Hoofbosch werd gebouwd buitendijks en was het niet beschermd tegen de Maas, die dichterbij gelegen was dan nu, en tegen het Leestelsel. Waarschijnlijk voor 1200 werd een dwarsverbinding aangelegd tussen de dijken van Maasland en Naaldwijk, de Oudendijk. De huidige rijksweg 20 volgt het tracé van deze dijk. Het is ook waarschijnlijk dat de dijk die de Hoefweg volgt, een eerdere fase was van deze dwarsverbinding tussen dijken van Maasland en Naaldwijk. Het gebied ten noorden van de Hoefweg, in de Hoefpolder, werd de Honderd Morgen genoemd. Het gebied tussen de Hoefweg en de Oudendijk werd de Hoeve of Hoof genoemd. In dit laatste gebied kwam tegen de Oudendijk de ontginningsboerderij, die het gebied in cultuur moest brengen. De opdracht voor de bouw kwam waarschijnlijk van leden van het geslacht Uiterlier.
De woning stond op een terrein van 3 hont groot en werd "Heerenwerf" genoemd. Uit de naam kan uitgemaakt worden dat een belangrijk persoon op deze plek woonde. Mogelijk dat hij leiding gaf aan de ontginning van het gebied. Het huis wordt in 1613 voor het eerst genoemd in de leenregisters van de Van der Spangers, die afstammen van de Uiterliers. In 1553 werd de woning bewoond door IJsbrant Philipsz.
Na in het bezit geweest te zijn van meerdere personen, kwam het in 1613 in handen van Jacob Cornelisz. van Wouw, burgemeester van Den Haag. In 1657 kwam het in bezit van Gerrit van der Does, advocaat in Den Haag. Vóór 1677 is de buitenplaats in gebruik genomen, aangezien hij toen het land verhuurde aan een boer en hijzelf gebruik maakte van de woning, stal, duifhuis en houten kas. Hieruit kan opgemaakt worden dat Van der Does zelf geregeld verbleef op de buitenplaats.
In 1730 was de toenmalige eigenaar Jacob van Wouw, veroordeeld voor homoseksualiteit en verbannen uit Holland. Hij machtigde zijn neef om de buitenplaats te verkopen. Het complex werd beschreven als een herenhuis met tuinmanshuis, koetshuis, stalling, boomgaarden, parterres, bloemen- en moestuinen, vijvers, kommen, lanen, ramen voor broeikassen, die bij elkaar 10 morgen beslaan. Voorts 22 morgen aan weiland, hooiland en tuinbouwgrond. Judith van Eenhoorn uit Delft kocht het en na haar dood ging het naar Adriaan Mouchon, burgemeester van Delft. Hij bezocht geregeld de kerk in De Lier en had er een eigen bank met zes zitplaatsen. Na Adriaans dood in 1772 werd de buitenplaats verkocht aan Johan Hendrik van der Does, die burgemeester van Rotterdam was. Acht jaar later zette hij de buitenplaats met 14 morgen weer te koop. Zelf behield hij 18 morgen en de Heerenwerf aan de Oudendijk. Toen geen geïnteresseerden zich meldden verkocht hij het voor de sloop. Het tuinmanshuis bleef staan en werd uitgebreid met een paarden- en koeienstal. In 1872 werd de inmiddels vervallen boerderij vervangen door een nieuwe woning met stal.
De familie Van der Does bleef eigenaar van de boerderij de Heerenwerf langs de Oudendijk, die mogelijk na de verkoop van de buitenplaats, de naam Hoefwoning kreeg. De boerderij werd in 1893 vernieuwd.
De boerderij uit 1872 werd in 1988 gesloopt en de grond tot 75 cm geëgaliseerd ten behoeve van de glastuinbouw. Bij de sloop werden kloostermoppen gevonden die mogelijk afkomstig waren van de middeleeuwse boerderij. Op het erf van de boerderij is een beerput gevonden met talloze pijpenkoppen. In de onderste laag, het oudste deel, vond men een pijpenkop uit 1751, dat gemaakt was vanwege het overlijden van stadhouder Willem IV. Langs een bestaande poldersloot is allerlei huisvuil uit de achttiende en negentiende eeuw gevonden waaronder pijpenkoppen, wijnflessen en zalfpotjes.
Vrijwel niets is van het complex overgebleven, alleen de oprijlaan en de gracht die om het landgoed lag zijn nog aanwezig. Mogelijk is het smeedijzeren toegangshek, met de naam Hoofbosch, verplaatst naar een boerderij langs de Schie, op Schieweg 146 in Delft.